# محمد القزيري
محمد حسين القزيّري  شخصية وطنية ليبية من أبرز معارضي نظام معمر القذافي في المهجر.

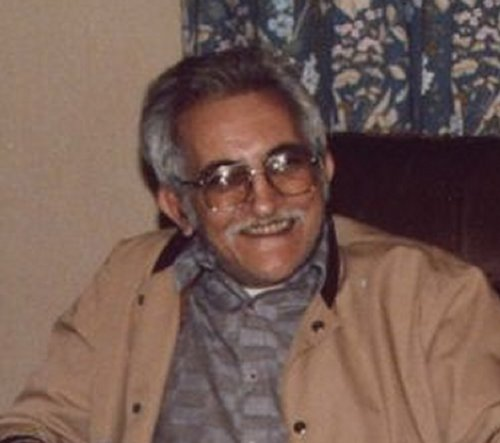
محمد حسين القزيّري (رحمه الله)

## سيرته
ولد محمد القزيري سنة 1937 في مدينة درنة بشرق ليبيا وينتمي الي قبيلة اقزير احدي قبائل مدينة مصراته التي هاجر جزء من ابنائها منها قديما وذهبو الي درنة للعيش فيها ودرس مراحل تعليمه الأولى في مدارسها. 
وكان ترتيبه الأول على مستوى المحافظات الشرقية في جميع المراحل، ثم انتقل في بداية الخمسينات إلى مدينة بنغازي لإتمام الدراسة الثانوية ثم الالتحاق بعد ذلك بالجامعة الليبية للدراسة بكلية الأداب، قسم اللغة الإنجليزية. وكان من بين 32 طالبا وطالبة شكلوا الدفعة الأولى لكلية الأداب التي بدأت عامها الجامعي الأول  سنة 1955-1956. 
وتخرج الأول على دفعته من بين الخريجين الذين بلغ عددهم 31 في الموسم الدراسي 1958 – 1959. وأوفد في بداية الستينيات في بعثة دراسية إلى الولايات المتحدة الأمريكية ولكنه لم يحتمل الغربة وفراق مدينة بنغازي التي عشقها عشقاً لا يوصف وصار أحد شبابها المرموقين في مجال الثقافة والأدب والفكر فيما بين منتصف الستينيات ومنتصف السبعينيات. وقد شملت هذه الدائرة أصدقائه المقربين خليفة الفاخري والصادق النيهوم، وكذلك صديقه الحميم ورفيقه في الوطن والمهجر رشاد الهوني. الذين صارت لهم بصمة في مجال الأدب والصحافة في ليبيا والعالم العربي. 
عمل لعدة سنوات في الغرفة التجارية في بنغازي حتى صار سكرتيرا عاما للغرفة، ثم نقل إلى طرابلس ليعمل كمستشار بوزارة الخارجية حتى رحيله إلى بريطانيا نهاية سنة 1977 حيث عمل كمترجم بالسفارة الليبية في لندن بعقد محلي لمدة تقرب السنتين. وعاد إلى ليبيا في أواخر 1979 ليتزوج بأم ولديه، ويعود مجدداً إلى بريطانيا سنة 1980 حيث أخذت حياته منحى جديداً في ظل تدهور الأوضاع السياسية في ليبيا أثناء حُكم نظام القذافي وأجهزته الأمنية.
بترتيب خاص مع صديقه الحميم رشاد الهوني مؤسس جريدة العرب ورئيس تحريرها في ذلك الوقت، عمل من بيته في مدينة «أندوفر» الريفية بمقاطعة هامبشر الإنجليزية لفترة وجيزة في تلك الصحيفة حتى أواخر سنة 1981.

## معارضته لنظام القذافي
بدأت نشاطات محمد القزيري السياسية المعارضة للنظام بمساهمات أدبية سرية في بعض منشورات ومطبوعات المعارضة الليبية الناشئة في المهجر، ثم أسس مع عدد من المهاجرين الليبيين تنظيم «جبهة الوطنيين الليبيين» السري في سنة 1980، واتخذ من مطبوعته «ليبيا العنقاء» منبراً للكتابة ضد نظام القذافي والتحريض عليه.

## الاتحاد الدستوري الليبي
جاء في رثاء الشيخ محمد بن غلبون رئيس الاتحاد الدستوري الليبي لصديقه وزميله الأستاذ محمد القزيري أنه قد جمع بينهما العمل الوطني في منتصف صيف 1981 بعد أن تعرف به عن طريق صديق مشترك، فسافر لزيارته في منزله في منطقة أندوفر البريطانية وعرض عليه فكرة الاتحاد الدستوري الليبي ودعاه للعمل سويا لتحقيقها فلم يتردد لحظة واحدة في القبول الكامل وغير المشروط بالتعاون بينهم بمجرد أن أحاط بتفاصيل وأبعاد وقوة تلك الفكرة، فترك وظيفته في صحيفة العرب وانتقل من منطقة أندوفر إلى مانشستر ليقطن في البيت المجاور لمنزل بن غلبون والذي اتخذوه مقراً مؤقتاً للاتحاد الدستوري الليبي، ليتفرغ بعدها بالكامل لعمله كعضو معلن مؤسس لتنظيم الاتحاد الدستوري الليبي. ويشهد بن غلبون للأستاذ محمد القزيري بأن الفضل يعود إلى مواهبه في شرح وتقديم فكرة الاتحاد الدستوري الليبي بأسلوب واضح وسلس وجذاب في سلسلة من 3 كتيبات صدرت عن الاتحاد في 3 مناسبات وطنية متتالية  هي الذكرى الثلاثون لاعلان الدستور الليبي، والذكرى الثلاثون لاعتراف الأمم المتحدة باستقلال ليبيا في 21 نوفمبر1981، والذكرى الثلاثون لعيد الاستقلال المجيد في 24 ديسمبر 1981.
كذلك فقد قام بترجمة كتاب «الملك ادريس عاهل ليبيا حياته وعصره» الذي كتبه الإنجليزي إيريك فولي دي كاندول في ترجمة رائعة تجلت فيها موهبته وسعة درايته وتمكنه من اللغتين الإنجليزية والعربية. وقد سجل له الشيخ محمد بن غلبون أنه «قام بذلك الجهد المضني متطوعاً وبدون مقابل».
انسحب من المساهمة في العمل السياسي المعلن وانتقل إلى لندن أواخر سنة 1989 ليعمل بوساطة من رفيقه الأستاذ رشاد الهوني ضمن هيئة تحرير مجلة «المجلة» كمترجم ومصحح لغوي.

## القزيّري والترجمة
براعة الأستاذ محمد حسين القزيّري في مجال الترجمة جعلت صفة المترجم تطغى على صفاته الأخرى والتي لاتقل دقة في وصفه كأديب وكاتب، وكمناضل وطني نقي من الطراز النادر آثر حياة الشظف وقسوة الغربة من أجل مقارعة الاستبداد ورفع الظلم على تسخير مواهبه الأدبية للترزّق والعيش الرغيد كما فعل كثيرون من مثقفي جيله.

## القزيري وإدوارد سعيد
يعود الفضل إلى الأستاذ محمد القزيري في تقديم البروفيسور إدوارد سعيد إلى القراء العرب عندما وافق سعيد على الكتابة لمجلة «المجلة»، كأول مطبوعة عربية ينشر فيها. فقد بين الأستاذ عبد الرحمن الراشد رئيس تحرير «المجلة» أنهم ووجهوا بمعضلة في كيفية تعريب مقالات البروفيسور سعيد أستاذ الأدب الإنجليزي المقارن وصاحب كتاب الاستشراق والشخصية العالمية المثيرة للجدل بلغتها التي وصفها بالفلسفية الثقيلة، ذات الجمل الطويلة، والمعان المركبة، بطريقة تعكس لغة سعيد وتحافظ على تميّزه. ويكشف الراشد عن دور القزيّري في تجاوز تلك المعضلة بالقول بأنه بعد أن كلفه بالقيام بتعريب مقالات البروفيسور سعيد وبعد بضعة أشهر من مداومته على النشر زارهم سعيد في لندن وطلب مقابلة المترجم الذي كان له الفضل في تقديمه للقراء العرب بتلك الكيفية، وقال انه دهش من حجم ردود الفعل على مقالاته، والثناء الكبير من الناس عليه لأنهم ظنوا انه كان يكتبها باللغة العربية، لأن بلاغتها بالعربية حاكت بلاغتها بلغتها الأصلية، وحافظت على روحها. وأفصح الأستاذ عبد الرحمن الراشد في مقاله «رحيل المترجم» الذي نشره في صحيفة «الشرق الأوسط» عقب وفاة الأستاذ محمد القزيري أنه كان يصفه بالملمّع، لا المعرّب، لأنه كان يضفي على كل مقال يترجمه روحا خاصة، وأنهم «قبضوا عليه لسنين عديدة لا يعطونه مبررا للخروج، كونه واحدا من أفضل المترجمين في العالم العربي».

## مرضه ووفاته
توفي صباح يوم 15 نوفمبر 2007 في محل إقامته المؤقتة في لندن بعد قضاء فترة في مستشفى "سينت ميري" يتلقى العلاج الكيماوي إثر إصابته بمرض سرطان الرئة، ودفن يوم 21 نوفمبر 2007 في مقبرة "سذرن سيمتري" بمدينة مانشستر  حيث يقيم أصدقاءه وزملاءه في الاتحاد الدستوري الليبي بعد الصلاة عليه في المسجد المركزي للمدينة. وقد شارك في جنازته عدد كبير من أعضاء الجالية الليبية في المملكة المتحدة، وأبّنه صديقه هشام بن غلبون في كلمة ألقاها عند قبره وصفه فيها بـ "الطود الشامخ الذي مات على ما عاش عليه وتغرّب من أجله، بالرغم من الثمن الباهظ الذي دفعه في ذلك، وبالرغم من قسوة الأيام عليه، وحظه البسيط من هذه الدنيا لم يتغيّر ولم يساوم ولم يتراجع.
وقال عنه صديقه الحميم الكاتب فتح الله عمران ابزيو «كان الأستاذ محمد القزيّري رمزاً من رموز الثقافة الحقيقية النادرة وما يصاحبها من قيَمٍ سامية، وكان رمزاً لقيَمٍ عُليا تهافت دونها الكثيرون».

## وصلات داخلية
الاتحاد الدستوري الليبي

## روابط خارجية
الاتحاد الدستوري الليبي
ملف خاص عن المناضل محمد القزيّري في الذكرى الأولى لرحيله – ليبيا المستقبل